# Ранжурово
Ранжу́рово — улус  в Кабанском районе Бурятии. Административный центр сельского поселения «Ранжуровское».

## География
Улус расположен в 23 км к северо-западу от районного центра, села Кабанска, на 33-м км региональной автодороги 03К-040 Береговая — Кабанск — Посольское. На север от Ранжурово лежит дельта Селенги, к югу простирается Кударинская степь, в 9 км к западу находится залив Сор-Черкалово озера Байкал.

## История
Улус основан в 1950 году переселенцами из бурятских улусов левобережья дельты Селенги в связи с предстоящим поднятием вод Байкала при строительстве Иркутской ГЭС под названием Бурулус (от Бурятский улус). Впоследствии селение получило название в честь революционера, организатора советской власти в Бурятии Цыремпила Ранжурова. Здесь проживают кударинские буряты, среди которых сильны традиции шаманизма. В Ранжурово находится «резиденция» Верховного шамана Бурятии.

## Население
| 2002 | 2010 |
| ---- | ---- |
| 634  | ↘464 |

## Экономика
Сельхозкооперативы (животноводство, растениеводство), рыболовство, личные подсобные хозяйства.

## Транспорт
Через Ранжурово ходят автобусы № 3 (Истомино — Кабанск) и № 4 (Посольск — Кабанск), а также микроавтобус № 504 (Посольск — Улан-Удэ). Некоторое время назад ходил автобус от Посольска до Каменска, который был отменён.

## Инфраструктура
Начальная общеобразовательная школа, Дом культуры, врачебная амбулатория, администрация сельского поселения.

## Известные люди
- Борбоев, Леонтий Абзаевич (1935—2017) — Верховный шаман Бурятии (похоронен в Корсаково[3]).